# Dasyuris hectori
Dasyuris hectori är en fjärilsart som beskrevs av Edward Meyrick 1884. Dasyuris hectori ingår i släktet Dasyuris och familjen mätare. Inga underarter finns listade i Catalogue of Life.